# FK Spoutnik Retchytsa
Ne doit pas être confondu avec FK Retchytsa-2014.
Maillots
Le Futbolny klub Spoutnik Retchitsa, plus couramment abrégé en Spoutnik Retchitsa (en russe : Спутник Речица, et en biélorusse : Спадарожнік Рэчыца, Spadarojnik Retchytsa), est un club biélorusse de football basé dans la ville de Retchytsa et ayant existé de 2017 à 2021.
Durant sa courte existence, il évolue notamment au sein de la première division biélorusse lors de la saison 2021 avant de se disparaître à la mi-saison pour des raisons financières.

## Histoire
Le club est fondé au cours du mois d'avril 2017, notamment à la demande du président biélorusse Alexandre Loukachenko après une visite dans la ville de Retchytsa. Le Spoutnik apparaît ainsi un peu plus d'un an après la disparition de l'ancienne équipe professionnelle locale, le FK Retchytsa-2014, qui avait notamment pris part à la première division biélorusse durant les années 1990. Son principal sponsor est l'entreprise Rechitsadrev, spécialisée dans le bois et la fabrication de meubles.
Peu après sa création, le Spoutnik intègre le championnat du troisième échelon où il remplace le Montajnik Mazyr et termine sa première saison à la cinquième position en fin d'année 2017. Il termine troisième l'année suivante, loin derrière les deux premières places de promotion occupées par le Rukh Brest et le Krumkachy Minsk, mais finit par profiter de la place libérée par la fusion du Dniepr Mahiliow et du Luch Minsk pour monter administrativement en deuxième division durant le mois de mars 2019.
Malgré cette promotion confirmée seulement un mois avant le début de la saison 2019, le Spoutnik parvient à s'imposer comme un prétendant à la montée dans l'élite en atteignant finalement la sixième place à onze points des places de promotion en fin d'exercice. Annonçant au cours de l'intersaison suivante l'objectif de monter en première division, le club procède à une importante revue d'effectif et recrute à ce titre plusieurs joueurs de l'échelon supérieur et de haut de tableau du deuxième échelon,. Fort de ces changements, l'équipe domine rapidement la compétition et parvient à assurer sa montée à l'issue de l'avant-dernière journée, remportant dans la foulée le titre de champion devant le FK Homiel et le Krumkachy Minsk notamment.
Peu après la fin de saison, le club est cependant confronté au retrait de son sponsor principal Rechitsadrev, le forçant à chercher de nouvelles sources de financement sous peine de disparaître,,. Toujours en proie à des difficultés financières avec de nombreux salaires impayés à la mi-saison, le Spoutnik voit l'intégralité de son effectif quitter le club avant de finalement annoncer son retrait du championnat le 14 juillet 2021.

## Bilan sportif

### Palmarès
| Compétitions nationales                                  |
| -------------------------------------------------------- |
| - Championnat de Biélorussie D2 (1) : - Champion : 2020. |

### Bilan par saison
| Saison | Championnat | Championnat | Championnat | Championnat | Championnat | Championnat | Championnat | Championnat | Championnat | Championnat | Coupe de Biélorussie |
| Saison | Division    | Pos         | Pts         | J           | V           | N           | D           | BP          | BC          | Diff        | Coupe de Biélorussie |
| ------ | ----------- | ----------- | ----------- | ----------- | ----------- | ----------- | ----------- | ----------- | ----------- | ----------- | -------------------- |
| 2017   | 3e          | 5e          | 46          | 26          | 14          | 4           | 8           | 59          | 24          | +35         | —                    |
| 2018   | 3e          | 3e          | 58          | 28          | 18          | 4           | 6           | 79          | 21          | +58         | 32es de finale       |
| 2019   | 2e          | 6e          | 45          | 28          | 13          | 6           | 9           | 46          | 36          | +10         | 32es de finale       |
| 2020   | 2e          | 1er         | 61          | 26          | 19          | 4           | 3           | 50          | 18          | +32         | Seizièmes de finale  |
| 2021   | 1re         | 16e         | 7           | 30          | 2           | 1           | 27          | 12          | 82          | -70         | Huitièmes de finale  |
| 2021   | 1re         | 16e         | 7           | 30          | 2           | 1           | 27          | 12          | 82          | -70         | Huitièmes de finale  |

1. ↑  Le Spoutnik se retire du championnat à l'issue de la quinzième journée.

Légende
- Promotion en division supérieure
- Relégation en division inférieure

## Entraîneurs du club
- Konstantin Tchakhov (avril 2017-juillet 2018)
- Viatcheslav Levtchouk (en) (juillet 2018-mai 2021)
- Viktor Kumykov (en) (mai 2021-juin 2021)
- Alekseï Kravtchenko (juin 2021-juillet 2021)